# 葉致英
葉致英（？—1889年），號伯雄，又名葉志英、葉石、葉亞石，原籍中國廣東省河源市紫金縣、客家人，芙蓉第二任甲必丹，也是吉隆坡第四任甲必丹。

## 芙蓉生涯
葉致英在南洋初期是經營種植業、開设賭館等，在1860年以前已經在芙蓉的商界嶄露頭角。後來葉致英在芙蓉甲必丹盛明利的手下當一名副隊長，並在1860年認識當時還是小商人的葉亞來。1861年，盛明利在盧骨之戰慘遭敵方殺害，葉致英被眾人推拒為芙蓉第二任甲必丹。然而葉致英更熱衷於經商，於是在任職不久後便推薦葉亞來代替他執行甲必丹的職務。

## 來到吉隆坡
在1870年，葉致英來到吉隆坡。當時正值雪蘭莪內戰時期，他便在當時已經是吉隆坡甲必丹的葉亞來身邊當參謀，並給予金錢幫助。內戰結束後，葉致英在葉亞來管理下的吉隆坡行政組織裡擔任司法判官的職位。1874年12月，從雪蘭莪內戰中得利的英國人接管雪蘭莪州，並採取措施恢復錫礦的生產，葉致英協助葉亞來與英國周旋，爭取華人礦家的利益，讓華人礦家獲得更多的新礦地。1880年葉致英在吉隆坡擁有43個礦場，在八打零擁有最多的礦地，僅次於葉亞來，是為吉隆坡第二大礦主。此外，葉致英也與葉亞來合資投資甲洞新礦場。為了維護華人礦家的利益，葉致英在1886年創辦了雪蘭莪第一個商業性質的組織——錫業公所。

## 成為甲必丹
1885年，葉亞來逝世，英國的代理參政司羅爺（John Pickersgill Rodger）委任葉致英為第四任吉隆坡甲必丹，並給予每個月100元的薪金。葉致英也以甲必丹的身份，代表華人在當時英國人主導雪蘭莪州議會佔有一席之地，葉致英也同時出任吉隆坡高等法庭陪審員。據當時吉隆坡警察總監斯也士（H. C. Syers）的報告中指出，葉致英勤於到警署協助處理有關案件。在1887年11月當地華人舉辦的一個大規模宗教節慶，葉致英也和其他華人領袖組織一個糾察隊協助警察維持秩序。

## 逝世
1889年，葉致英逝世，葬於吉隆坡新街場廣福義山。

## 紀念
馬來西亞政府為了表揚葉致英的貢獻，特以他的名字為吉隆坡市中心的一條路命名，名為“葉亞石路”（Jalan Yap Ah Shak）